# Amtdi
Amtdi (franska: Amtdi (CR), Amtdi (Commune Rurale), arabiska: أيت بوفلن) är en kommun i Marocko.   Den ligger i provinsen Guelmim och regionen Guelmim-Oued Noun, i den centrala delen av landet, 600 km söder om huvudstaden Rabat. Antalet invånare är 1 768.